# Lanischie
Lanischie (in croato Lanišće) è un comune croato di 327 abitanti, che si estende sull'altopiano della Cicceria, nell'Istria settentrionale.

## Località
Il comune di Lanischie è diviso in 13 insediamenti (naselja):
| - Bergozza (Brgudac) - Clenosciacco (Klenovšćak) - Danne (Dane) - Gelovizza (Jelovice) - Lanischie (Lanišće), sede comunale - Olmeto (Brest) - Pogacce (Podgaće) | - Praporchie (Prapoće) - Racia (Račja Vas) - Raspo (Rašpor) - Silun Mont'Aquila (Slum) - Trestenico (Trstenik) - Vodizze (Vodice) |

Silun Mont'Aquila fu il primo nome del comune dopo l'annessione all'Italia nel 1920, mentre il nome attuale gli fu dato nel 1929.

## Società

### La presenza autoctona di italiani
È presente una piccola comunità di italiani autoctoni che rappresentano una minoranza residuale di quelle popolazioni italofone che abitarono per secoli la penisola dell'Istria e le coste e le isole del Quarnaro e della Dalmazia, territori che appartennero alla Repubblica di Venezia. La presenza degli italiani a Lanischie è drasticamente diminuita in seguito all'esodo giuliano dalmata, che avvenne dopo la seconda guerra mondiale e che fu anche cagionato dai "massacri delle foibe".

### Lingue e dialetti
| %      | Ripartizione linguistica (gruppi principali) |
| ------ | -------------------------------------------- |
| 98,99% | madrelingua croata                           |
| 1,01%  | madrelingua italiana                         |

| %      | Ripartizione linguistica (gruppi principali) |
| ------ | -------------------------------------------- |
| 97,26% | madrelingua croata                           |
| 0,61%  | madrelingua italiana                         |